# Menominee (volk)
De Menominee ( [mə'nɑːməˌni]; Menominee: omæ̅qnomenēwak wat "Menominee Volk" betekent, ook gespeld als Menomini, afgeleid van het Ojibwe-woord voor "Wilde Rijst Mensen"; bekend als Mamaceqtaw, "de mensen", in de Menominee-taal) is een federaal erkende natie van indianen. Ze leven in het Menominee Indian Reservation in Wisconsin. De stam heeft momenteel ongeveer 8.700 leden.

## Overzicht
De Menominee maken deel uit van de Algonquiaanse taalfamilie van Noord-Amerika. Die bestaat uit verschillende stammen die nu rond de Grote Meren wonen en vele andere stammen langs de Atlantische kust. Ze zijn een van de historische stammen van het huidige Upper Michigan en Wisconsin.
De mondelinge geschiedenis van Menominee stelt dat ze hier altijd zijn geweest en ze geloven dat ze de Kiash Matchitiwuk (kee ahsh mah che te wuck) zijn, wat "De Ouderen" betekent. Hun reservaat ligt volgens hun traditie 60 mijl ten westen van de plaats van hun schepping.
De naam die ze zichzelf geven is Mamaceqtaw, wat "de mensen" betekent. De naam "Menominee" is niet hun autoniem. Het werd door Europeanen overgenomen van het Ojibwe-volk, een andere Algonquian-stam die ze als eerste tegenkwamen toen ze naar het westen trokken en die hen over de Menominee vertelde. De Ojibwe-naam voor de stam was manoominii, wat "Wilde rijstmensen" betekent, aangezien ze wilde rijst verbouwden als één van hun belangrijkste basisvoedsel.
Historisch gezien stonden de Menominee bekend als een vreedzame, vriendelijke en gastvrije natie, die de reputatie had goed met andere stammen om te gaan. Toen de Oneotacultuur ontstond in het zuiden van Wisconsin tussen 800 en 900 na Christus, deelden de Menominee de bossen en wateren met hen.

## Regering
De stam opereert volgens een geschreven grondwet. Het kiest een stamraad en voorzitter.
De Menominee ontwikkelde het College of Menominee Nation in 1993 en werd in 1998 geaccrediteerd. Het omvat een instituut voor Duurzame Ontwikkeling. Het doel is onderwijs om hun ethiek te promoten voor een evenwichtig leven op het land. Het is een van de vele tribale hogescholen en universiteiten die sinds het begin van de jaren zeventig zijn ontwikkeld.

## Huidige tribale activiteiten
De natie heeft een opmerkelijke bosbouwhulpbron en beheert bekwaam een houtprogramma. In een taxatie uit 1870 van hun land, dat in totaal ongeveer 235.000 hectare (950 km²) besloeg, telden ze 3,1 miljoen m³ hout. Sinds 2002 is dat gestegen naar 4 miljoen m³. In 1994 werd de Menominee de eerste bosbeheeronderneming in de Verenigde Staten die werd gecertificeerd door de Forest Stewardship Council (FSC.org).
Sinds 5 juni 1987 bezit en exploiteert de stam een speelcasino in Las Vegas-stijl, gekoppeld aan bingospellen en een hotel. Het complex biedt werkgelegenheid aan tal van Menominee; ongeveer 79 procent van de 500 werknemers van het Menominee Casino-Bingo-Hotel zijn etnische Menominee of zijn echtgenoten van Menominee. 

## Bekende Menominee
- Apesanahkwat - acteur die speelde in Babylon 5 en films
- Chrystos - een met twee geesten geïdentificeerde dichter
- Alaqua Cox - actrice, Hawkeye
- Ada Deer - activist en adjunct-secretaris voor Bureau of Indian Affairs, 1993–1997
- Billie Frechette - lief van seriële bankrover John Dillinger uit de jaren dertig
- Mitchell Oshkenaniew - pleitbezorger voor soevereiniteit en erkenning door de federale overheid
- Chief Oshkosh (1795-1858) - chef van Menominee tijdens periode van landoverdrachten en beperking tot reservering in Wisconsin
- Sheila Tousey - actrice, Thunderheart (1995)
- Ingrid Washinawatok – Mede-oprichter, Fonds voor de Vier Richtingen, inheemse activist; gedood in 1999 in Colombia door de Revolutionaire Strijdkrachten van Colombia